# Atanycolus bambalio
Atanycolus bambalio är en stekelart som beskrevs av Schulz 1906. Atanycolus bambalio ingår i släktet Atanycolus och familjen bracksteklar. Inga underarter finns listade.